# Laurie Graham
Laurie Jean Graham, po mężu Flynn (ur. 30 marca 1960 w Orangeville) – kanadyjska narciarka alpejska, brązowa medalistka mistrzostw świata.

## Kariera
Pierwsze punkty w zawodach Pucharu Świata wywalczyła 5 grudnia 1979 roku w Val d’Isère, zajmując trzecie miejsce w biegu zjazdowym. Tym samym nie tylko zdobyła punkty, ale od razu stanęła na podium zawodów pucharowych. W zawodach tych wyprzedziły ją jedynie Marie-Theres Nadig ze Szwajcarii oraz Cindy Nelson z USA. Łącznie 15 razy plasowała się w czołowej trójce, odnosząc przy tym sześć zwycięstw: 5 marca 1983 roku w Mont-Tremblant, 9 marca 1985 roku w Banff, 13 grudnia 1985 roku w Val d’Isère, 1 lutego 1986 roku w Crans-Montana i 13 grudnia 1986 roku w Val d’Isère była najlepsza w zjazdach, a 8 stycznia 1984 roku w Puy-Saint-Vincent triumfowała w supergigancie. Najlepsze wyniki osiągnęła w sezonie 1985/1986, kiedy zajęła czternaste miejsce w klasyfikacji generalnej i trzecie w klasyfikacji zjazdu. Trzecia w klasyfikacji zjazdu była również w sezonie 1986/1987, jednak w klasyfikacji generalnej była tym razem piętnasta.
Jej największym sukcesem jest brązowy medal w zjeździe wywalczony podczas mistrzostw świata w Schladming w 1982 roku. Wyprzedziły ją tam tylko rodaczka, Gerry Sorensen i Cindy Nelson. Był to jej jedyny medal wywalczony na międzynarodowej imprezie tej rangi. Była też między innymi piąta w tej konkurencji na rozgrywanych pięć lat później mistrzostwach świata w Crans-Montana. W 1980 roku wystartowała na igrzyskach olimpijskich w Lake Placid, gdzie zjazd ukończyła na jedenastej pozycji. Na rozgrywanych cztery lata później igrzyskach w Sarajewie ponownie była jedenasta w zjeździe, a w gigancie uplasowała się na 33. miejscu. Brała też udział w igrzyskach olimpijskich w Calgary w 1988 roku, gdzie zajęła piątą pozycję w zjeździe i trzynastą w supergigancie.
W 1988 roku zakończyła karierę.

## Osiągnięcia

### Igrzyska olimpijskie
| Miejsce | Dzień     | Rok  | Miejscowość | Konkurencja | Czas biegu | Strata | Zwyciężczyni          |
| ------- | --------- | ---- | ----------- | ----------- | ---------- | ------ | --------------------- |
| 23.     | 17 lutego | 1980 | Lake Placid | Zjazd       | 1:37,52    | +3,22  | Annemarie Moser-Pröll |
| 33.     | 13 lutego | 1984 | Sarajewo    | Gigant      | 2:20,98    | +7,44  | Debbie Armstrong      |
| 11.     | 16 lutego | 1984 | Sarajewo    | Zjazd       | 1:13,36    | +1,56  | Michela Figini        |
| 5.      | 19 lutego | 1988 | Calgary     | Zjazd       | 1:25,86    | +1,13  | Marina Kiehl          |
| 13.     | 22 lutego | 1988 | Calgary     | Supergigant | 1:19,03    | +2,08  | Sigrid Wolf           |

### Mistrzostwa świata
| Miejsce | Dzień     | Rok  | Miejscowość   | Konkurencja | Czas biegu | Strata | Zwyciężczyni          |
| ------- | --------- | ---- | ------------- | ----------- | ---------- | ------ | --------------------- |
| 23.     | 17 lutego | 1980 | Lake Placid   | Zjazd       | 1:37,52    | +3,22  | Annemarie Moser-Pröll |
| 3.      | 4 lutego  | 1982 | Schladming    | Zjazd       | 1:37,47    | +0,44  | Gerry Sorensen        |
| 7.      | 3 lutego  | 1985 | Bormio        | Zjazd       | 1:26,96    | +2,14  | Michela Figini        |
| 5.      | 1 lutego  | 1987 | Crans-Montana | Zjazd       | 1:43,80    | +1,30  | Maria Walliser        |
| 11.     | 3 lutego  | 1987 | Crans-Montana | Supergigant | 1:19,17    | +2,60  | Maria Walliser        |

### Puchar Świata

#### Miejsca w klasyfikacji generalnej
- sezon 1979/1980: 23.
- sezon 1980/1981: 52.
- sezon 1981/1982: 29.
- sezon 1982/1983: 18.
- sezon 1983/1984: 17.
- sezon 1984/1985: 19.
- sezon 1985/1986: 14.
- sezon 1986/1987: 15.
- sezon 1987/1988: 30.

#### Zwycięstwa w zawodach
1. Mont-Tremblant – 5 marca 1983 (zjazd)
2. Puy-Saint-Vincent – 8 stycznia 1984 (supergigant)
3. Banff – 9 marca 1985 (zjazd)
4. Val d’Isère – 13 grudnia 1985 (zjazd)
5. Crans-Montana – 1 lutego 1986 (zjazd)
6. Val d’Isère – 13 grudnia 1986 (zjazd)

#### Pozostałe miejsca na podium
1. Val d’Isère – 5 grudnia 1979 (zjazd) – 3. miejsce
2. Banff – 8 marca 1985 (zjazd) – 3. miejsce
3. Val d’Isère – 12 grudnia 1985 (zjazd) – 2. miejsce
4. Bad Gastein – 10 stycznia 1986 (zjazd) – 3. miejsce
5. Puy-Saint-Vincent – 16 stycznia 1986 (zjazd) – 3. miejsce
6. Furano – 1 marca 1986 (zjazd) – 3. miejsce
7. Vail – 15 marca 1986 (zjazd) – 2. miejsce
8. Calgary – 8 marca 1987 (zjazd) – 2. miejsce
9. Vail – 14 marca 1987 (zjazd) – 2. miejsce